# 长田湾乡
长田湾乡，是中华人民共和国湖南省怀化市辰溪县下辖的一个乡镇级行政单位。

## 行政区划
长田湾乡下辖以下地区：
枫香坪村、老屋台村、雷家坡村、方家湾村、老院子村、铁山村、岩落村、河垅坪村、岩桥坪村、旁山村、水路坪村、马王塘村、鸭儿塘村、锄头坪村、石南村和长田湾村。